# ابن الظهير الإربلي
محمد بن أحمد بن عمر الإربلي المعروف باسم ابن الظَّهِير الإِرْبِلي (17 سبتمبر 1205 - 1 سبتمبر 1278) فقيه حنفي وأديب عراقي في القرن السابع الهجري/ الثالث عشر الميلادي (العصر المملوكي الأوَّل).

## سيرته
هو مجد الدين أبو عبد الله محمد بن أحمد بن عمر بن أحمد ابن أبي شاكر، ولد يوم 2 صفر 602/ 17 سبتمبر 1205 في إربل، يذكر أنه مراكشي الأصل. سمع من الكاشغري وابن الخازن ببغداد و من ابن اللتي والسنجاري في دمشق. وتنقل في العراق والشام، ودرّس في دمشق ومصر. كان من شيوخ الأدب وكتب بعض العلماء عنه من شعره واشتغل بالفقه والعربية واللغة و«كان عالماً فاضلاً وشاعراً مجيداً... مليح الشعر حسن المحاضرة ودرّس بالقيمازية وتصدّر لإقراء العربية». 

تخرّج به عدد من العلماء:
عبد القاهر بن محمد أبو بكر التبريزي (- 740 هـ) وجمع منه قصيدته البائية.
شهاب الدين محمود بن سلمان بن فهد أبو الثناء (- 725 هـ) الذي تأدّب به ولازمه وسلك طريقه في الشعر والنثر، وكان كاتب ديوان الإنشاء عن السلطان قلاوون.
توفي بدمشق في 12 ربيع الآخر 677/ 1 سبتمبر 1278.

## مؤلفاته
قال أن «له شعر كثير وتصانيف في الأدب والإنشاء»، من مؤلفاته الباقية:
- الصبر مطية النجاح
- تذكرة الأريب وتبصرة الأديب
- مختصر أمثال الشريف الرضي
- ديوان شعر

### من شعره
له ديوان شعر في مجلدين. ومن شعره في منتخب المختار وفي فوات الوفيات قصيدته التي يتشوق بها إلى دمشق: